# Arcuphantes elephantis
Arcuphantes elephantis är en spindelart som beskrevs av Ono och Saito 200. Arcuphantes elephantis ingår i släktet Arcuphantes och familjen täckvävarspindlar. Inga underarter finns listade i Catalogue of Life.